# NGC 752
NGC 752 is een open sterrenhoop in het sterrenbeeld Andromeda. Het hemelobject werd in 1654 ontdekt door de Italiaanse astronoom Giovanni Batista Hodierna.

## Synoniem
- OCL 363